# Віктор Мес
Віктор Мес (фр. Victor Mees, 26 січня 1927, Схотен — 11 листопада 2012) — бельгійський футболіст, що грав на позиції півзахисника за клуб «Антверпен» і національну збірну Бельгії.
Володар Кубка Бельгії. Чемпіон Бельгії. 

## Клубна кар'єра
У дорослому футболі дебютував 1945 року виступами за команду клубу «Антверпен», кольори якої і захищав протягом усієї своєї кар'єри гравця, що тривала двадцять років. Більшість часу, проведеного у складі «Антверпена», був основним гравцем команди, провівши за цей час понад 500 ігор у чемпіонаті.
Помер 11 листопада 2012 року на 86-му році життя.

## Виступи за збірну
1949 року дебютував в офіційних матчах у складі національної збірної Бельгії. Протягом кар'єри у національній команді, яка тривала 12 років, провів у формі головної команди країни 62 матчі, забивши 3 голи.
У складі збірної був учасником чемпіонату світу 1954 року у Швейцарії, на якому виходив на поле в обох іграх своєї команди.

## Титули і досягнення

### Командні
- Володар Кубка Бельгії (1):

«Антверпен»: 1954-1955
- Чемпіон Бельгії (1):

«Антверпен»: 1956-1957

### Особисті
- Футболіст року в Бельгії: 1956